# Polyphylla albolineata
Polyphylla albolineata är en skalbaggsart som beskrevs av Victor Ivanovitsch Motschulsky 1861. Polyphylla albolineata ingår i släktet Polyphylla och familjen Melolonthidae. Inga underarter finns listade i Catalogue of Life.